# Dasineura comosae
Dasineura comosae är en tvåvingeart som först beskrevs av Rubsaamen 1916.  Dasineura comosae ingår i släktet Dasineura och familjen gallmyggor. Inga underarter finns listade i Catalogue of Life.